# Acalolepta biocellata
Acalolepta biocellata är en skalbaggsart som först beskrevs av Stefan von Breuning 1940.  Acalolepta biocellata ingår i släktet Acalolepta och familjen långhorningar. Inga underarter finns listade i Catalogue of Life.